# BMW・503
BMW・503はドイツの自動車メーカー・BMWが1956年5月から1959年3月まで製造した、クーペおよびカブリオレ型のスポーツカーである。

## 概要
ベースはV型8気筒エンジンを搭載したBMW・502V8で、デビューは1955年のフランクフルトモーターショーであった。
3年弱の間に合計413台が生産され、うち139台がカブリオレであった。
デザイナーは、後に初代日産・シルビアを手がけたアルブレヒト・フォン・ゲルツである。彼は同時期に507もデザインしている。
当初は502同様にフェンダーが半独立した古典的なスタイルであったと言われるが、ヘッドライトの位置など法規制を考慮するうちに、フェンダーがボディと完全に一体化した現代的な1950年代の2ドアクーペのスタイルを纏うこととなった。503の直接のライバルは1952-58年に760台生産された、メルセデス・ベンツ・300Sクーペ/カブリオレであった。
502と同じV型8気筒・3,168ccエンジンは140馬力に強化され、0-100km/h加速13秒、最高速度190km/hという高性能グランツーリスモであった。
しかし503は、ほぼ同時期に登場したより華やかな507や、ガルウィングドアを持つメルセデス・ベンツ・300SLと比較すると地味な存在であり、高価格であったことも相まって販売台数は少なく、経営不振に陥っていた当時のBMWの業績への貢献はほとんどなかった。今日ではコレクターズアイテムとなっている。

## 外部リンク

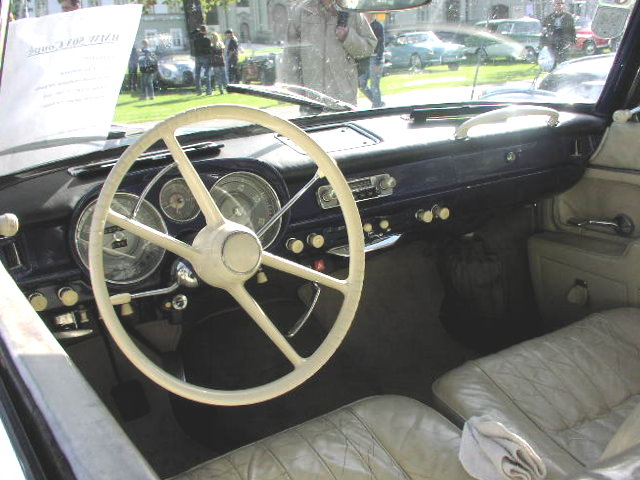
ダッシュボード